# Cyphomyia souzalopesi
Cyphomyia souzalopesi är en tvåvingeart som beskrevs av Iide 1967. Cyphomyia souzalopesi ingår i släktet Cyphomyia och familjen vapenflugor. Inga underarter finns listade i Catalogue of Life.